# Belgian International 1969
Die Belgian International 1969 im Badminton fanden vom 21. bis zum 23. Februar 1969 im Centre National des Sports in Brüssel statt.

## Finalergebnisse
| Disziplin    | Sieger                        | Finalist                  | Ergebnis           |
| ------------ | ----------------------------- | ------------------------- | ------------------ |
| Herreneinzel | Lee Kin Tat                   | Roy Díaz González         | 15–3, 15–5         |
| Dameneinzel  | Tonny Pannemans               | Eyckhout                  | 11–9, 11–6         |
| Herrendoppel | Lee Kin Tat Roy Díaz González | Ho Khim Hooi C. Remy      | 15–8, 15–5         |
| Damendoppel  | June Jacques Gerda Cairns     | Tonny Pannemans Eyckhout  | 5–15, 15–10, 15–12 |
| Mixed        | Leo Kountul Tonny Pannemans   | Herman Moens Gerda Cairns | 15–5, 15–7         |